# Jörsön
Jörsön är en ö i nedre Dalälven, till största delen belägen i Tierps kommun (Uppland) men till en mindre del även i Gävle kommun (Gästrikland). Ön omges av Söderforsen i öster och av Fyllningsforsarna i väster. En del av tätorten Söderfors ligger på ön. De båda forsarna dämdes upp 1977, varefter en landsväg byggdes som gav en ny förbindelse mellan Söderfors och Gästrikland via Kvarnön. Omfattande översvämningar har inträffat till följd av mycket små höjdskillnader. Dessa översvämningar har lagt grunden till ett, i huvudsak försvunnet, ängslandskap med fäbodar. Jörsön var fiske-, slåtter- och betesö innan det 1676 anlades ett ankarbruk på platsen för en medeltida tierpskvarn.